# جورج قزي
جورج قزي (مواليد 1979) هو المؤسس المشارك لـمنظمة حلم، وهي منظمة لبنانية غير ربحية تعمل على تحسين الوضع القانوني والاجتماعي للمثليين ومزدوجي الميل الجنسي ومغايري الهوية الجنسانية، وهو المدير التنفيذي للمؤسسة العربية للحريات والمساواة.

## حياته
نشأ جورج في بيروت، لبنان، في عائلة مسيحية محافظة، خلال حرب أهلية قسمت بيروت بين الشرق (الجانب الذي يغلب عليه المسيحيون) والغرب (الجانب الذي تسكنه أغلبية مسلمة). انتقل إلى باريس في عام 2000، حيث حصل على شهادة في الهندسة والوسائط المتعددة والاتصالات وانخرط في نشاط مجتمع الميم. بصفته رجلًا مثليًا نشأ في لبنان، أراد إنشاء مركز في بيروت على غرار مركز مجتمع الميم في باريس، لمنح المثليين الفرص التي كان يفتقر إليها. شارك في تأسيس منظمة حلم في عام 2004.

## المهنة
جورج ناشط مثلي الجنس بشكل علني في منطقة الشرق الأوسط وشمال إفريقيا[بحاجة لمصدر]ووصفته صحيفة ديلي ستار اللبنانية بأنه «ناشط بارز في مجال حقوق المثليات والمثليين ومزدوجي الميل الجنسي ومغايري الهوية الجنسانية». في 14 مايو 2018، فاز جورج بجائزة فيليبا دي سوزا من منظمة الخروج للعلن الدولية عن عمله مع المؤسسة العربية للحريات والمساواة.